# Jarkko Ahola
Jarkko Kalevi Ahola (n. 24 de agosto de 1977) es un músico y compositor finlandés. Es mayormente conocido por ser el solista y bajista del grupo Teräsbetoni, con el que representó a Finlandia en Eurovisión en 2008. En 2011 formó AHOLA, un grupo de rock clásico con toques modernos en el que toca la guitarra y canta en inglés.
En el año 2012 sacó su primer álbum en solitario, Ave Maria – Joulun klassikot, y en 2014 se publicó la secuela Suojelusenkeli – Joulun klassikot 2.
Ahola también forma parte de proyectos como Raskasta joulua y Northern Kings. Además, da conciertos en acústico en los que interpreta clásicos del rock.

## Carrera
Ahola se interesó por la música a los 13 años cuando tocó una batería por primera vez. Se unió a la banda JVS (más tarde Tribunes) formada por sus amigos y asumió el rol de cantante porque era lo que les faltaba. Sin embargo, dos años y una maqueta más tarde, la banda se separó.
Después de una pequeña pausa, Antti Mäkelä invitó a Ahola a formar parte de su banda High Voltage. El grupo hizo un par de maquetas, pero terminó por disolverse por falta de tiempo. Más tarde, Ahola y los antiguos miembros de High Voltage Antti Mäkelä y Krisse Leppänen formaron el grupo de versiones Helmisetti, que aún hoy en día hace unos pocos conciertos al año.
El primer grupo de verdad en el que Ahola compuso canciones fue Bulldozer. Este se formó en 1996. El grupo tocó junto durante bastante tiempo y ganó un concurso de bandas local, pero hicieron muy pocos conciertos. Tardaron dos años en grabar su maqueta debido a problemas técnicos y a que cambiaron de batería a medio proceso. La maqueta, titulada Love/Hate, salió en el 2000.  El grupo se separó ese mismo año por preocupaciones personales y divergencia de opiniones respecto a los planes de futuro.
Entre los años 2002 y 2003, Jarkko Ahola tocó y cantó en los grupos de versiones Two, Critical Mess y X-tasy. Además también compuso y grabó maquetas en solitario. En esa época también formó
Teräsbetoni junto a Viljo Rantanen y Arto Järvinen, así como Cosmic Spell (Ahola, Heikki Ahonen y Ville Terämä).
A finales del 2003, Dreamtale pidió a Ahola que se uniera al grupo como cantante. Ahola grabó con ellos el álbum Difference, pero dejó el grupo en el 2005 para concentrarse en Teräsbetoni, que justo acababa de empezar a grabar su debut Metallitotuus.
Entre las producciones posteriores destacan los conciertos junto con las bandas de las Fuerzas Aéreas y la Marina de Finlandia en los que Jarkko Ahola rindió tributo a Queen y a Freddie Mercury con su registro vocal de tres octavas y media. Los primeros conciertos tuvieron lugar en 2011 y siguen realizándose de cuando en cuando.
En 2015, Ahola participa en el concurso finlandés “Tähdet, tähdet”.

## Discografía

### Con AHOLA
- 2012: Stoneface
- 2014: Tug of War

### Con Teräsbetoni
- 2005: Metallitotuus
- 2006: Vaadimme metallia
- 2008: Myrskyntuoja
- 2010: Maailma tarvitsee sankareita

### En solitario
- 2012: Ave Maria – Joulun klassikot
- 2014: Suojelusenkeli – Joulun klassikot 2
- 2016: Romanssi
- 2018: Mä tuun sun luo
- 2019: "Metallisydän"

### Otros
- 2005: Difference (Con Dreamtale)
- 2010: Big Band Goes Heavy (con Oulu All Star Big Band)